# 더티 댄싱: 하바나 나이트
더티 댄싱: 하바나 나이트(Dirty Dancing: Havana Nights)는 2004년 개봉한 미국의 로맨스 영화이다.
이 영화는 1987년 블록버스터 더티 댄싱(Dirty Dancing)의 독립형 속편이며, 타이틀 프랜차이즈의 두 번째 장편 영화이다. 영화는 비슷한 줄거리 구조를 따르지만 이야기는 쿠바 혁명 당시 쿠바에서 진행된다. 원작의 스타 패트릭 스웨이지가 댄스 강사로 등장한다.

## 줄거리
1958년 쿠바 혁명 시기에 케이티 밀러는 가족과 함께 쿠바로 이사하게 된다. 책벌레 기질이 있는 케이티는 졸업반에 낯선 나라로 이사 온 것이 불만이지만, 곧 호텔에서 일하는 청년 하비에르를 만나게 된다. 처음에는 서로에게 무관심하지만, 케이티는 우연히 하비에르가 길거리에서 춤추는 모습을 보게 되고, 그에게 호감을 느낀다.
케이티는 부유한 미국인 친구 제임스의 초대로 파티에 참석하지만, 하비에르와 춤을 추고 싶어 클럽으로 향한다. 그곳에서 케이티는 하비에르와 함께 춤을 추며 가까워지지만, 제임스는 하비에르의 형에게 위협을 받고 케이티에게 폭력적인 행동을 한다. 케이티는 클럽으로 도망치고, 하비에르는 그녀를 집까지 데려다준다.
우연히 댄스 경연대회 포스터를 본 케이티는 하비에르에게 함께 대회에 참가하자고 제안하지만 거절당한다. 그러나 결국 하비에르는 마음을 바꿔 대회에 함께 출전하게 된다. 두 사람은 춤 연습을 하면서 더욱 가까워지고, 서로에게 끌리는 감정을 확인한다. 케이티의 부모님은 하비에르와의 관계를 반대하지만, 케이티는 부모님과 화해한다.
대회 당일, 케이티와 하비에르는 멋진 춤을 선보이지만, 하비에르의 형이 혁명군에 가담하면서 클럽은 혼란에 빠진다. 하비에르는 형을 구하기 위해 경찰과 대치하고, 결국 두 형제는 혁명이 성공했음을 알게 된다. 이후, 케이티와 하비에르는 해변에서 사랑을 나누고, 케이티는 쿠바를 떠나기 전 마지막 밤을 하비에르와 함께 클럽에서 보낸다. 두 사람은 킹과 퀸으로 불리며 춤을 추지만, 재회를 기약하며 헤어진다.

## 출연

### 주연
- 디에고 루나
- 로몰라 가레이
- 셀라 워드
- 존 슬래터리
- 조나단 잭슨
- 재뉴어리 존스
- 미카 부렘
- 르니 라반
- 마이아 해리슨

### 조연
- 패트릭 스웨이지
- 마리솔 파딜라 산체즈
- 폴리 쿠수마노

## 기타
- 공동제작: 줄리 커크햄
- 공동제작: 트리쉬 호프만
- 미술: 휴고 러크직 위호우스키
- 의상: 이시스 뮤젠든
- 배역: 민디 마튼
- 안무: 조앤 프레게일렛 잔센